# Арменска мишка
Арменската мишка (Sicista armenica) е вид бозайник от семейство Тушканчикови (Dipodidae). Видът е застрашен от изчезване.

## Разпространение
Разпространен е в Армения.